# 张晓强 (1952年)
张晓强（1952年12月—），湖南浏阳人，中华人民共和国政治人物，中国共产党党员。

## 生平
北京大学经济系毕业。历任广州市计划委员会副主任；国家计划委员会外资司副司长；中国驻美国大使馆经济参赞；国家计划委员会外资司司长、副秘书长；国家发展计划委员会副秘书长、秘书长等职。2003年4月国家发展计划委员会改组为国家发展和改革委员会，继续担任秘书长。同年11月任副主任，负责利用外资和境外投资、高技术产业、经济贸易和外事方面的工作。2014年3月，卸任发改委副主任。